# Первомайский (Краснопресненское сельское поселение)
Первомайский — посёлок Ковылкинского района Республики Мордовия в составе Краснопресненского сельского поселения.

## География
Находится на расстоянии примерно 9 километров по прямой на северо-восток от районного центра города Ковылкино.

## Население
Постоянное население составляло 616 человек (русские 83 %) в 2002 году, 574 в 2010 году.